# Kihachi Okamoto

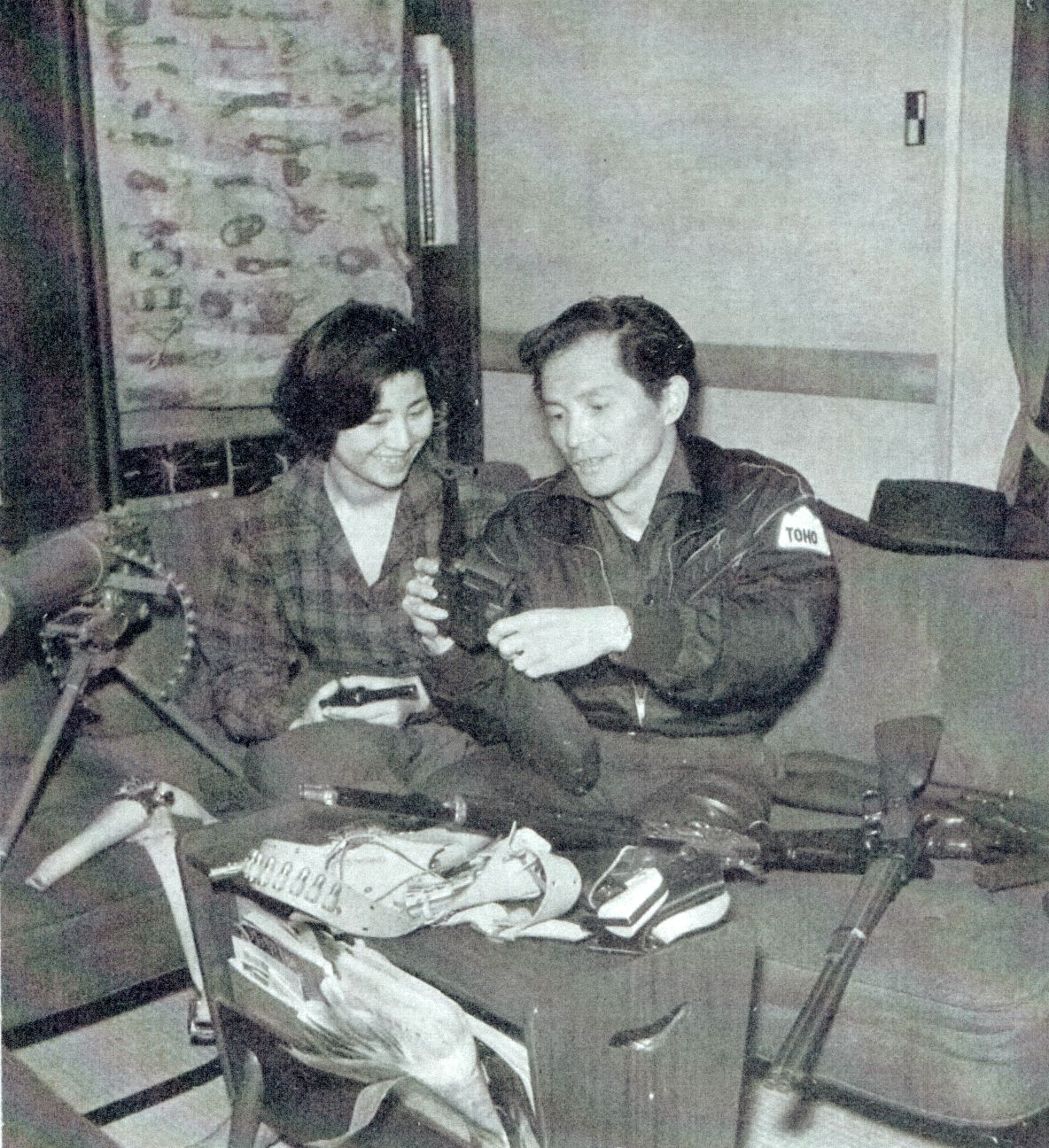
Kihachi Okamoto

Kihachi Okamoto (岡本 喜八 Okamoto Kihachi, Yonago, 17 februari 1923 – Kawasaki, 19 februari 2005) was een Japans filmregisseur die in verschillende genres heeft gewerkt.
Okamoto werd geboren in Yonago (prefectuur Tottori). Zijn mannelijke generatiegenoten kwamen grotendeels om als militair in de Tweede Wereldoorlog. Okamoto werd zelf in 1943 opgeroepen voor militaire dienst maar zat op een militaire opleiding toen de Japan capituleerde. De oorlog bepaalde voor een belangrijk deel zijn visie op conflicten tussen mensen. Na de oorlog studeerde hij aan de Meiji Universiteit en werd hij opgeleid tot regisseur. Hij debuteerde in 1958 als filmregisseur bij Toho, waar hij zowel anti-oorlogsfilms als cynische yakuza-films maakte.
Zijn meesterwerk is Samurai Assassin (de Japanse titel is eenvoudig Samurai), over een groep negentiende-eeuwse politieke agitatoren die een plan maken om een belangrijke regeringsfunctionaris te vermoorden. Toshiro Mifune speelt de hoofdrol. Andere belangrijke films van Okamoto zijn Sword of Doom, en de anti-oorlogsfilm Human Bullet over een soldaat die als menselijke bom in de oceaan ronddobbert zonder te weten dat de oorlog al afgelopen is.
Okamoto overleed op 81-jarige leeftijd in zijn woning aan slokdarmkanker.
- Dokuritsugu Gurentai (Desperado Outpost; 1959)
- Boss of the Underworld (Ankokugai no kaoyaku; 1959)
- Samurai Assassin (1964)
- The Age of Assassins (1967)
- Nihon no Ichiban Nagai Hi (Japan's Longest Day; 1967)
- Sword of Doom (1967)
- Nikudan (Human Bullet; 1968)
- Zatoichi Meets Yojimbo (1970)